# Advanced Linux Sound Architecture
Advanced Linux Sound Architecture (ALSA) är en modul i Linuxkärnan som ger stöd för ljud i Linuxbaserade operativsystem. 
ALSA var ursprungligen ett fristående projekt, men är sedan version 2.5.4 av Linux inkorporerat i kärnan, och från och med version 2.6 ersätter det äldre ljudsystemet OSS.